# Яков Аґам

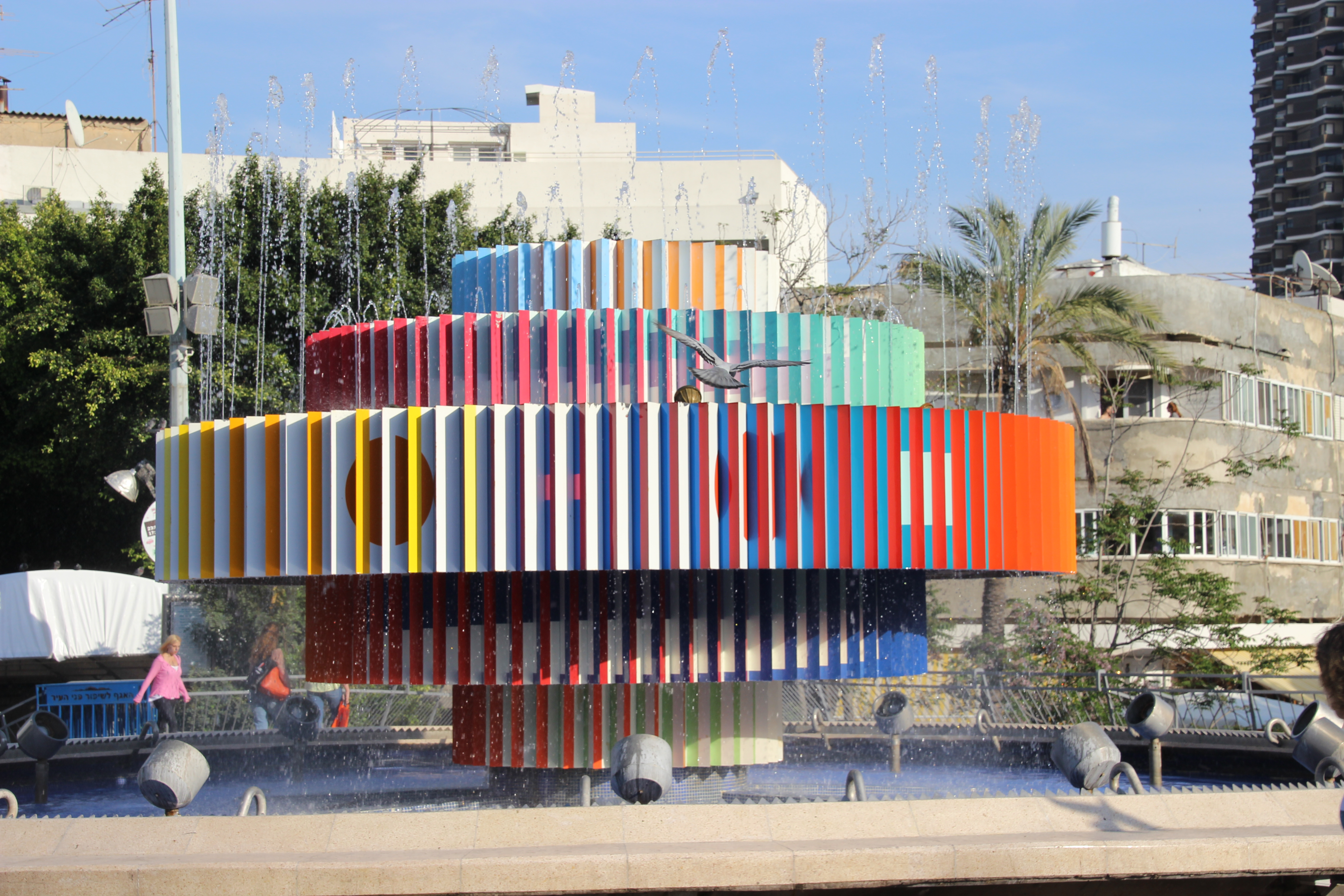
Фонтан «Вогонь і вода» на площі Дізенґоф у Тель-Авіві, 2015 рік

Яков Аґам (івр. יעקב אגם, уродж. Ґібштейн, івр. גיבשטיין, нар. 11 травня 1928, Рішон-ле-Ціон, Підмандатна Палестина) — ізраїльський скульптор і художник-експериментатор, широко відомий своїм внеском в оп-арт та кінетичне мистецтво.

## Життєпис
Яков Гібштейн (пізніше Агам) народився в підмандатній Палестині. Його батько, Єгошуа Гібштейн, був рабином і кабалістом.
Агам навчався в Академії мистецтва та дизайну «Бецалель» в Єрусалимі, у 1949 році переїхав до Цюріха, де навчався у Йоганнеса Іттена (1888–1967) в Школі прикладного мистецтва. На нього вплинув художник і скульптор Макс Білл (1908–1994).
У 1951 році Агам переїхав до Парижа, де мешкає й досі.

## Творчість
Перша персональна виставка Агама відбулася в Галереї Крейвена в Парижі в 1953 році, а в 1954 році він виставив три роботи в Салоні нових реалій та на виставці Le Mouvement в Галереї Деніз Рене в Парижі в 1955 році.
Роботи Агама — це, як правило, абстрактне, кінетичне мистецтво, з рухом, участю глядача та частим використанням світла і звуку. Його роботи розміщені в багатьох публічних місцях. Серед його найвідоміших робіт — «Подвійна метаморфоза III» (1965), «Візуальна музична оркестровка» (1989), фонтан у районі Дефанс у Парижі (1975) та фонтан «Вогонь і вода» на площі Дізенґоф у Тель-Авіві (1986). Він також відомий типом друку, відомим як «Агамограф», який використовує анімацію бар'єрної сітки для представлення радикально різних зображень, залежно від кута, під яким на нього дивляться. Лінзографічна техніка була виконана у великому масштабі в 30-футовому (9,1 м) квадратному «Комплексному баченні» (1969), встановленому на фасаді лікарні Фонду очних хвороб Каллахана в Бірмінгемі, штат Алабама.
У 1972 році відбулася ретроспективна виставка Агама в Національному музеї сучасного мистецтва в Парижі, а в 1980 році — в Музеї Гуґґенхайма в Нью-Йорку, серед інших. Його роботи зберігаються в численних музейних колекціях, зокрема в Музеї сучасного мистецтва та Художньому музеї Мілдред Лейн Кемпер.
Про нього знято два документальні фільми американського режисера Воррена Форми у 20-му столітті: «Можливості Агама» (1967) та «Агам і...» (1980).
У 1996 році був нагороджений медаллю Яна Амоса Коменського від ЮНЕСКО за «Метод Агама» для візуальної освіти дітей молодшого віку.
Він розробив і створив трофей переможця для пісенного конкурсу Євробачення 1999 року, що проходив у Єрусалимі.
У 2009 році, у віці 81 року, Агам створив «Мирний зв'язок зі світом» — пам'ятник до Всесвітніх ігор у Гаосюні, Тайвань. Він складається з дев'яти шестикутних колон висотою 10 м, розташованих у ромбоподібній формі. Сторони колон пофарбовані у різні візерунки та відтінки.
Одне з найвідоміших творінь Агама — ханукальна менора на розі П'ятої авеню та 59-ї вулиці в Нью-Йорку, спонсором якої є Молодіжна організація ХаБаДЛюбавич. Сталева конструкція висотою близько 10 метрів, золотого кольору, вагою 1800 кг. визнана Книгою рекордів Гіннеса як «найбільша у світі ханукальна менора».
У травні 2014 року твір Агама «Віра – візуальна молитва» був представлений Папі Франциску президентом ізраїльської авіакомпанії «Ель Аль» Давидом Маймоном. Робота містила важливі символи як єврейської, так і християнської віри.
Роботи Агама мають найвищі ціни серед ізраїльських художників. На аукціоні Sotheby's у Нью-Йорку в листопаді 2009 року, коли його «Контрапункт на 4 теми» був проданий за 326 500 доларів, він сказав: «Це мене не дивує... мої ціни будуть зростати, відповідно до історії, яку я створив у світі мистецтва».
У 2018 році в рідному місті художника, Рішон-ле-Ціоні, Ізраїль, відкрився Музей мистецтв Якова Агама (YAMA), який, за словами Агама, є «єдиним музеєм у світі, присвяченим мистецтву в русі»

## Роботи

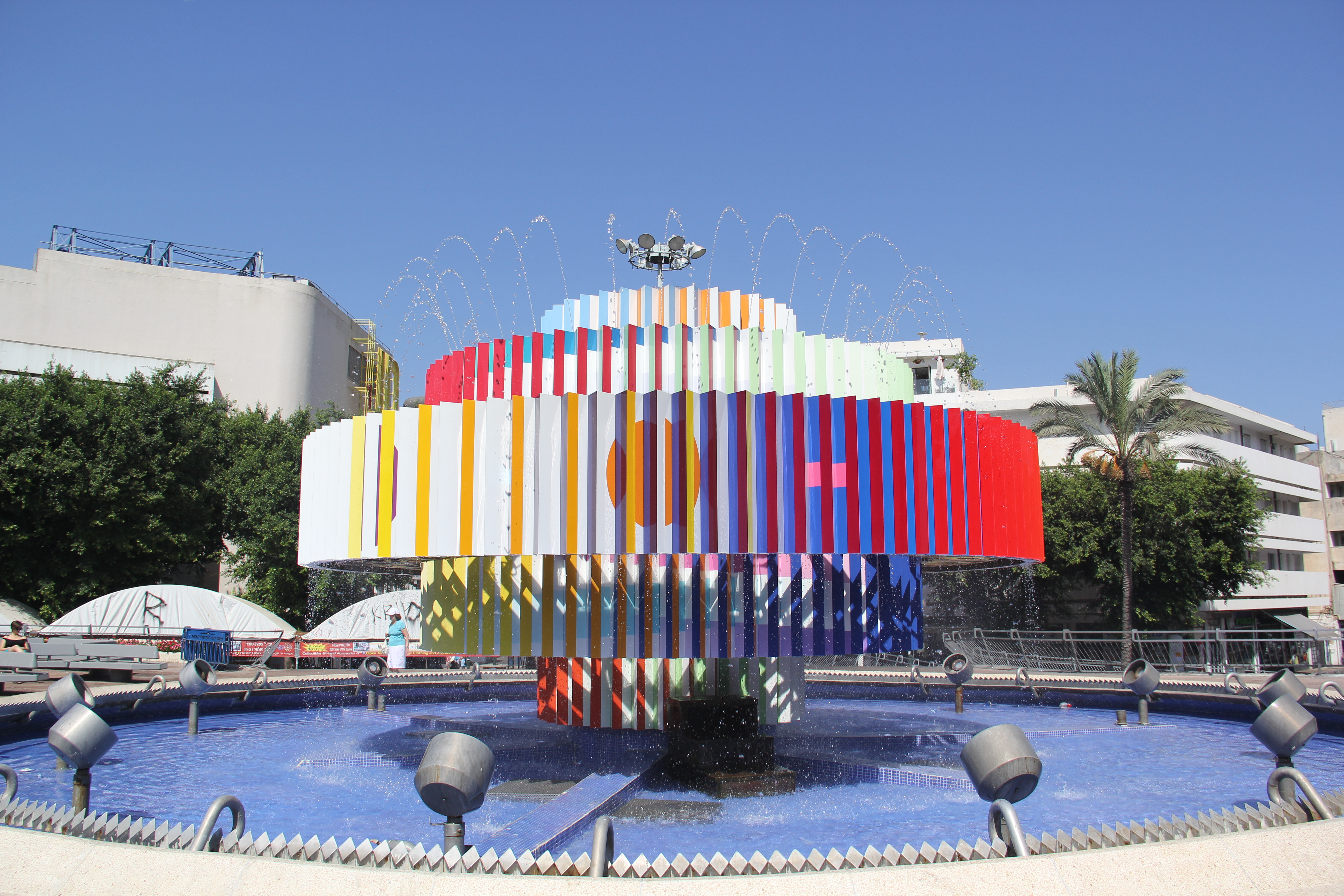
Фонтан на площі Дізенґоф у Тель-Авіві
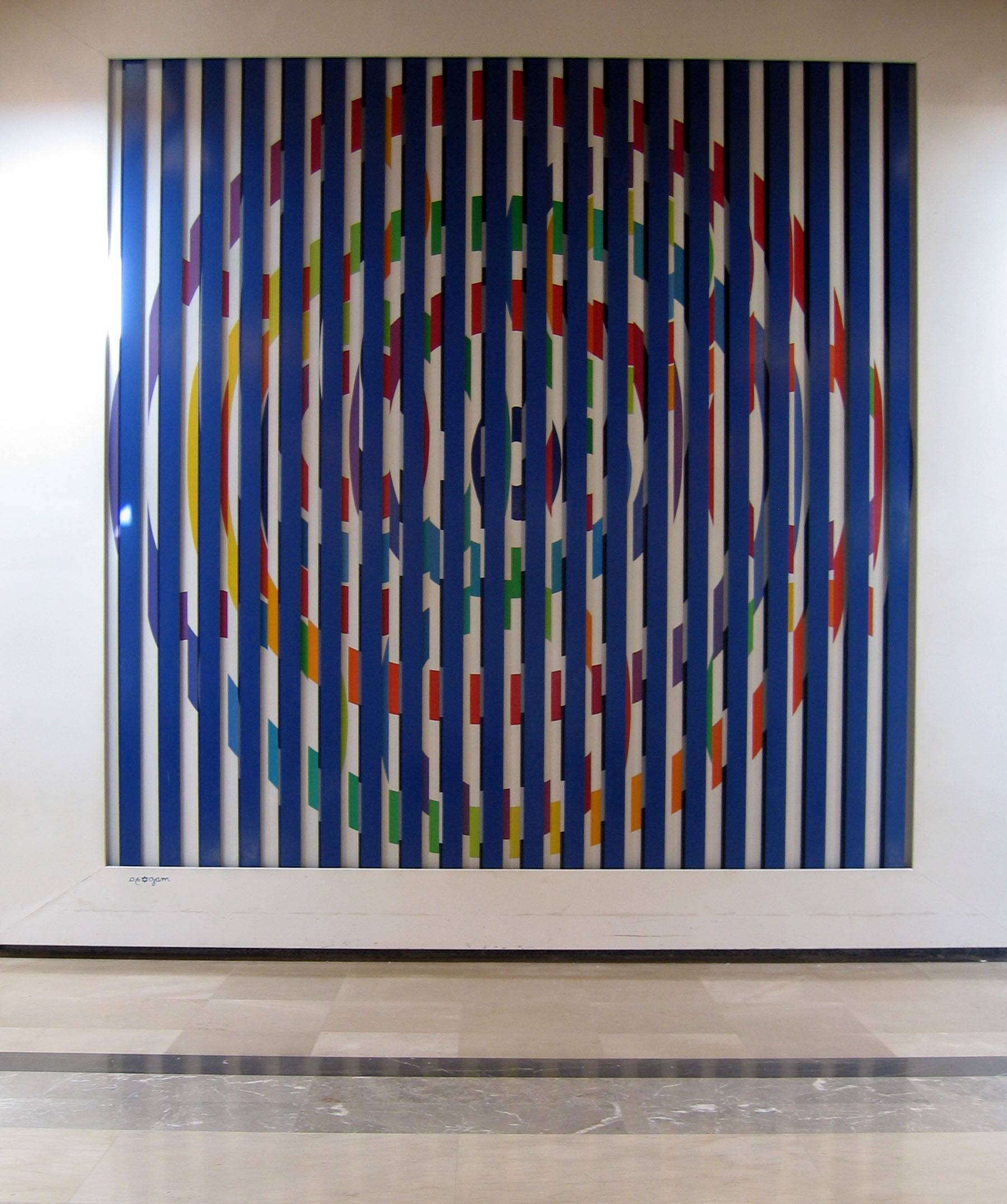
Робота Агама в медичному центрі «Шиба»
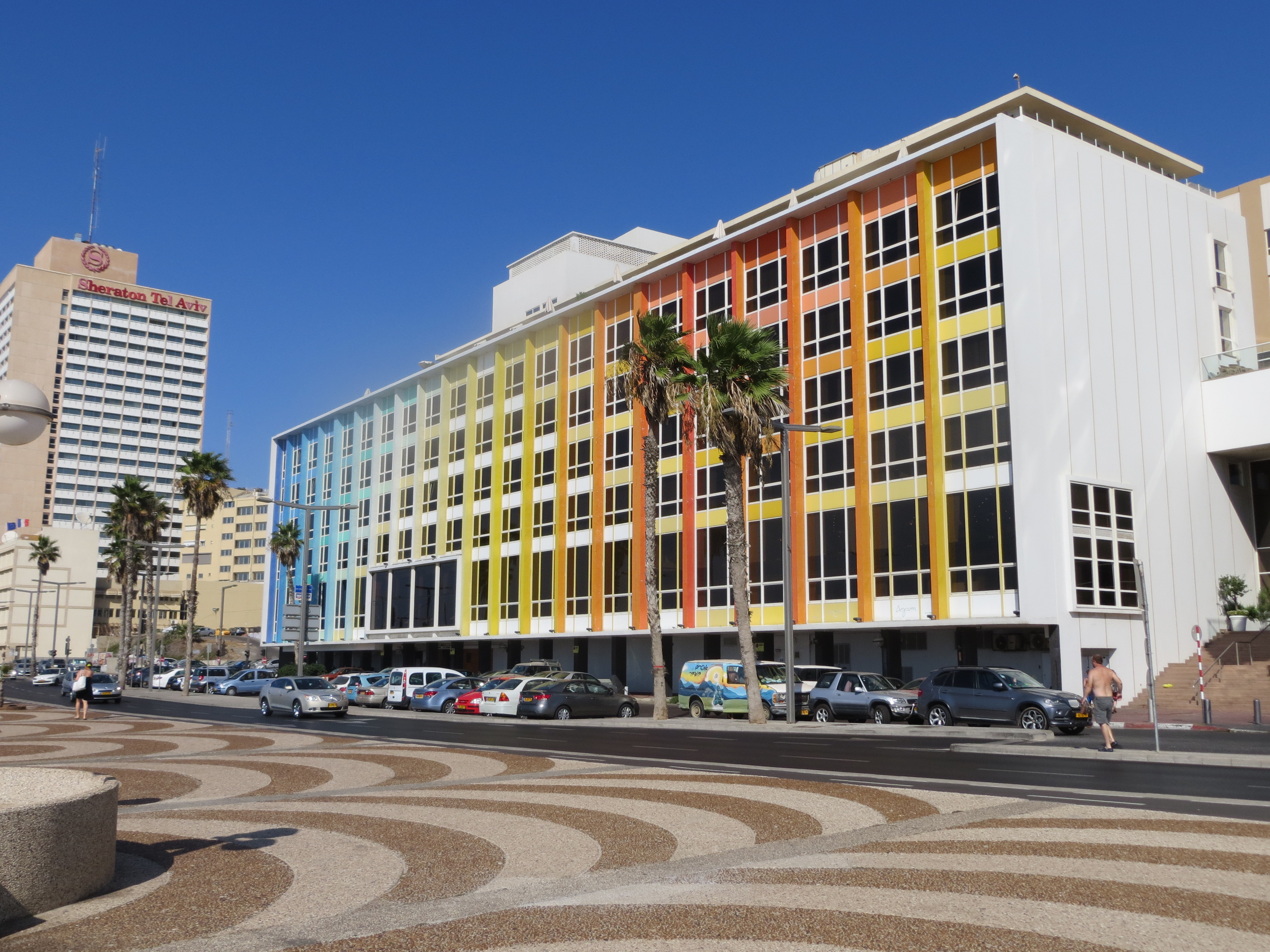
Фасад готелю «Дан Тель-Авів»
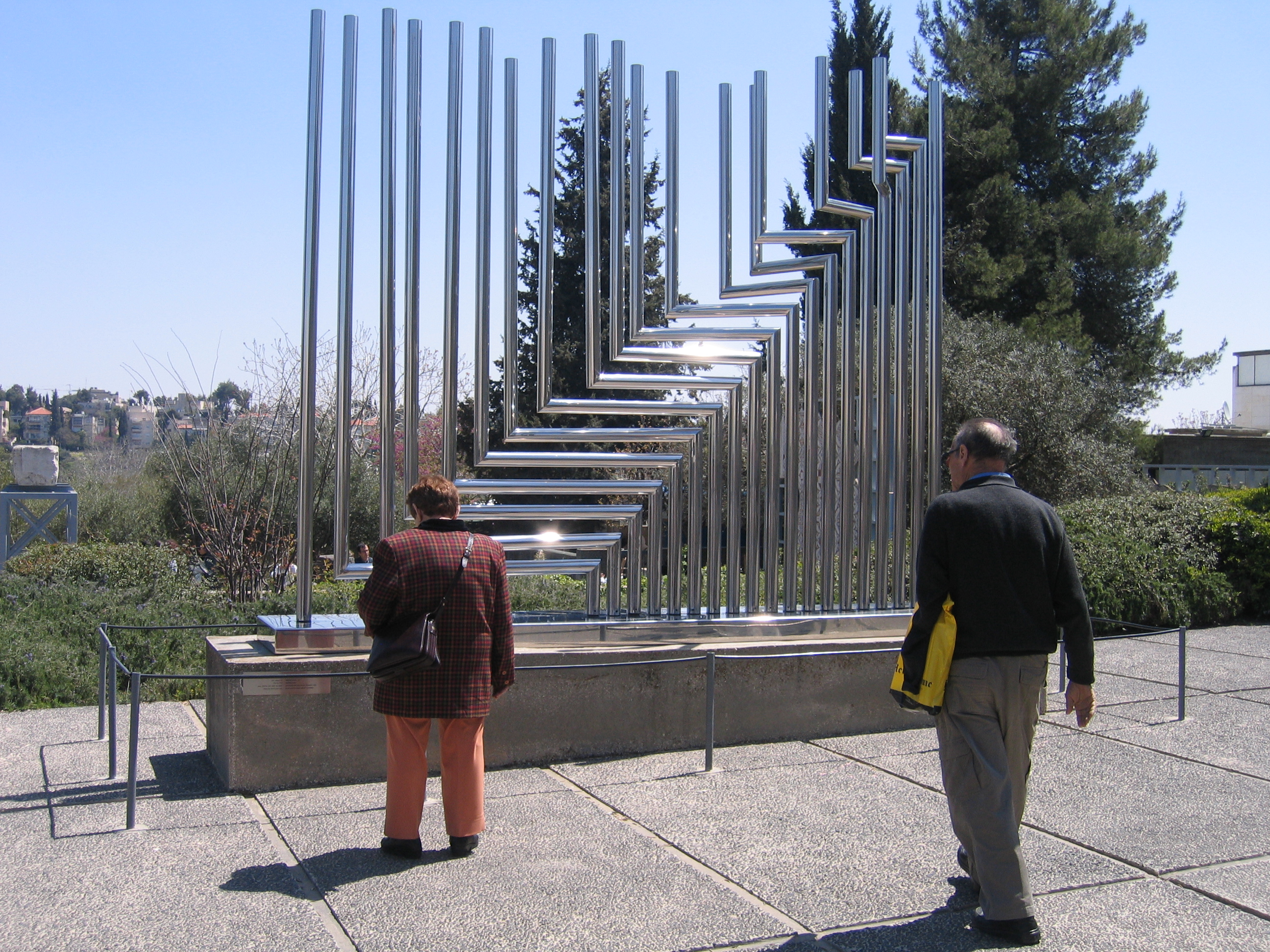
Вісімнадцять рівнів (1971)
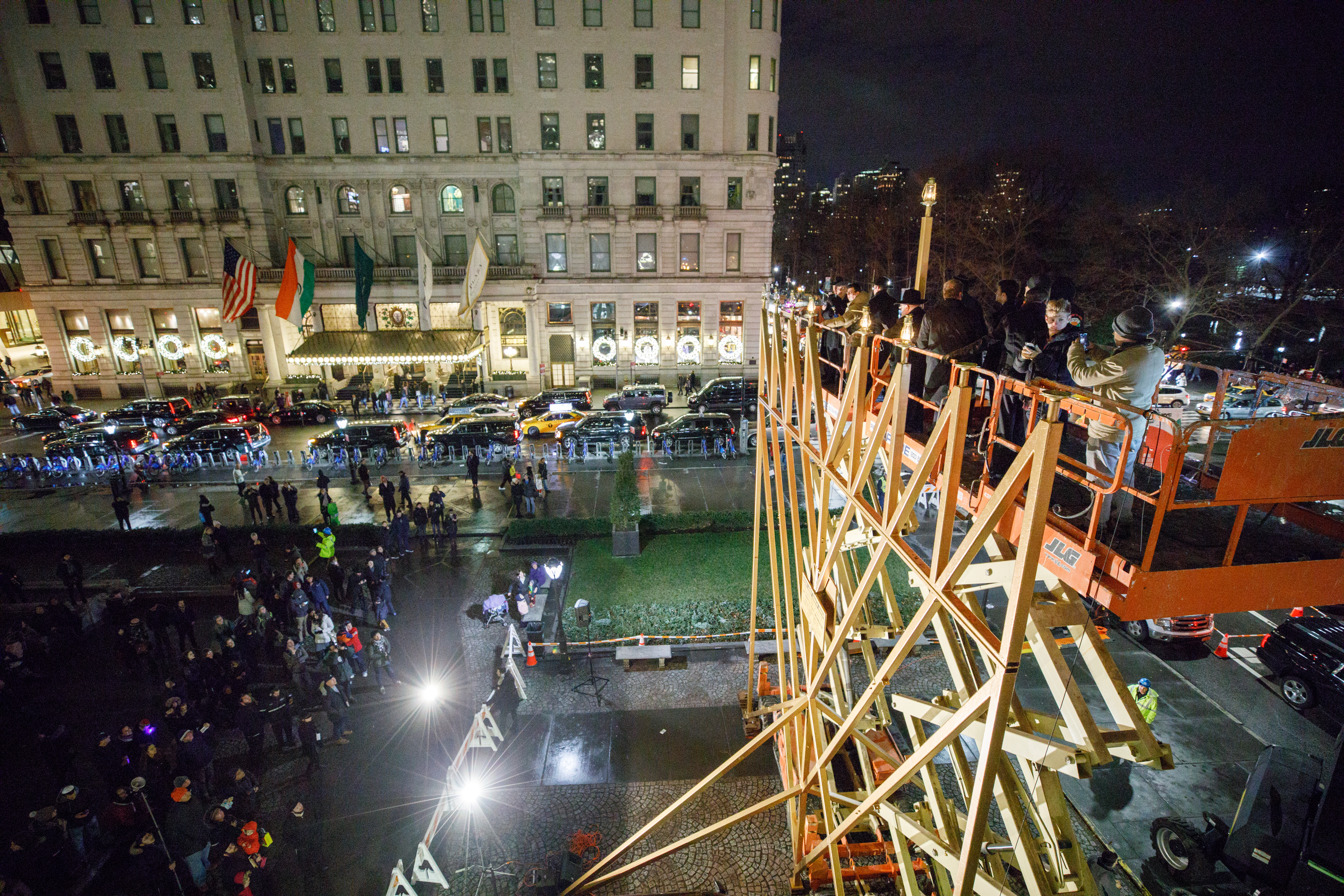
Запалення найбільшої у світі ханукальної менори в Нью-Йорку (2016)
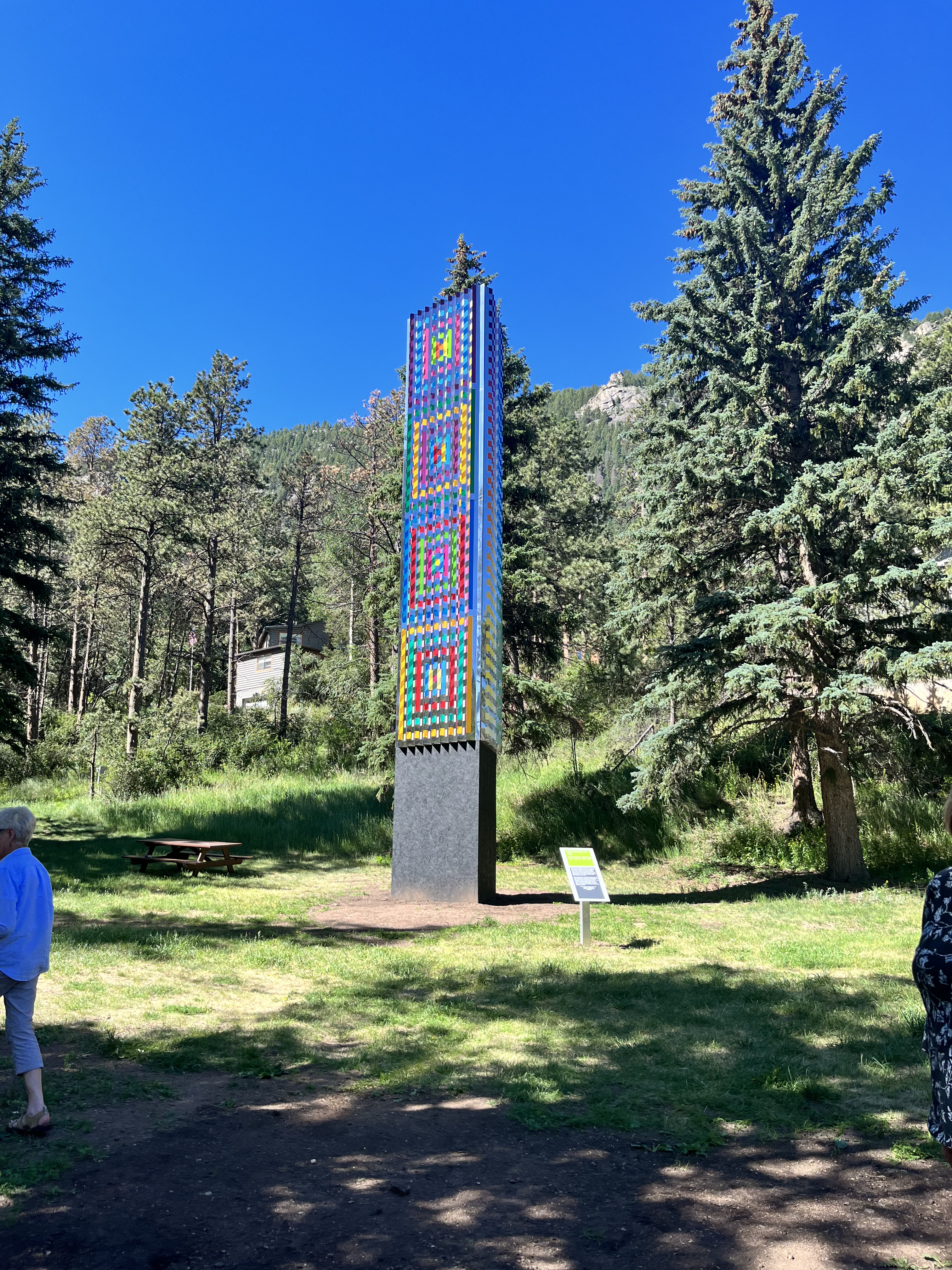
Робота Агама в Грін-Маунтен-Фоллс, штат Колорадо (2022)